# Pearl Jam
Pearl Jam är ett amerikanskt rockband bildat i Seattle i USA i början på 1990-talet. Namnet Pearl Jam är intimt förknippat med grungemusikens framväxt och kommersiella boom i Seattle i början av 1990-talet och de räknas som ett av de fyra stora banden i grungerörelsen tillsammans med Nirvana, Alice in Chains och Soundgarden. Pearl Jam är ett av få band som var med och startade den alternativa rocken i början av 1990-talet som fortfarande är aktiva och till och med juli 2006 har man sålt nästan 30 miljoner album bara i USA och över 60 miljoner världen över.

## Historia

### Bakgrund och bildande av bandet
Pearl Jams historia startar i grungebandet Green River som bildades 1983 i Seattle. Green River bildades av blivande Pearl Jam-gitarristen Stone Gossard och Pearl Jams framtida basist Jeff Ament. Fram tills bandet lade av 1987 var man ett av de första viktiga grungebanden och bandets sångare Mark Arm sägs ha myntat uttrycket grunge. 
Gossard och Ament fortsatte efter splittrandet av Green River att spela i bandet Mother Love Bone som leddes av den karismatiska sångaren Andrew Wood. Bandet gjorde stora framsteg under 1980-talets andra hälft, man fick skivkontrakt och debutalbumet Apple släpptes. Innan albumet släpptes avled Wood av en heroinöverdos och bandet lades ner.

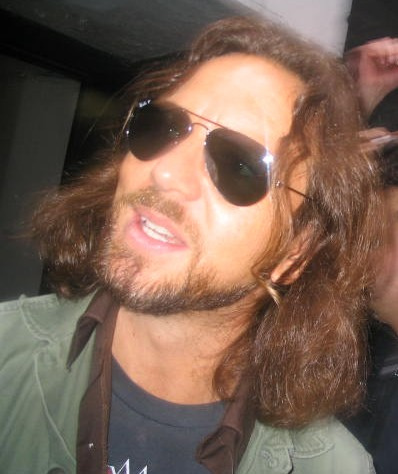
Eddie Vedder är sångare i Pearl Jam.

Ament och Gossard började leta efter nya bandmedlemmar, rekryterade gitarristen Mike McCready och började repa. Samtidigt startade Soundgardens frontman och Woods tidigare rumskompis Chris Cornell ett projekt kallat Temple of the Dog för att hylla den avlidna Mother Love Bone-sångaren. Ament, Gossard och McCready beslutade sig för att hjälpa till i projektet där även Soundgardens trummis Matt Cameron (som nästan tio år senare skulle spela trummor i Pearl Jam) deltog. Samtidigt som Temple of the Dog repade låtar letade Gossard, Ament och McCready efter en sångare och en trummis till sitt band. Bandet gav en fem låtar lång demo till den tidigare Red Hot Chili Peppers-trummisen Jack Irons men denna tackade nej. Istället gav han demon vidare till sin basketpolare Eddie Vedder, en sångare från San Diego som sjöng i bandet Bad Radio. Legenden säger att Vedder lyssnade på demon strax innan han skulle ge sig ut och surfa och när han var i vattnet ”kom” texten till honom. Han åkte hem och i ett rus av kreativitet spelade han in sången till tre av låtarna (Alive, Once och Footsteps). Dessa låtar har senare blivit beskrivna som en miniopera av Vedder. De berättar en hemsk historia om incest, galenskap och mord och blev senare känd som The Mamasan trilogy bland Pearl Jams fans. Vedder skickade låtarna till de tre Seattlemusikerna och de gillade dem så mycket att de bjöd in honom till Seattle för att provspela med bandet. Vedder och de övriga passade bra ihop och Vedder fick hjälpa till på Temple of the Dogs självbetitlade hyllningsalbum. På de flesta låtarna fick han agera bakgrundskör men på låten Hunger Strike sjöng han huvudstämman.
Efter att Dave Krusen anslutit som trummis hade Ament och Gossards band full besättning och man höll sin första officiella spelning på Seattleklubben Off Ramp den 22 oktober 1990. Bandet kallade sig då för Mookie Blaylock efter en känd amerikansk basketspelare.

### 1991–1995
Efter att ha skrivit på ett skivkontrakt med Epic Records blev man orolig för att namnet Mooke Blaylock skulle ge bandet varumärkesproblem. Den 10 mars 1991 bekräftade Vedder och Ament i ett radioprogram på en lokal radiokanal att bandet hade bytt namn till Pearl Jam. Namnet Pearl Jam har varit omgivet om många myter och historier. I en tidig intervju hävdade Vedder att det nya namnet var influerat av hans gammelfarmor Pearl som skulle ha ett väldigt speciellt syltrecept (engelskans "jam" betyder sylt). Detta ses dock idag som ett skämt från Vedders sida. En annan myt säger att namnet är en synonym till sperma. Kim Neely skriver i boken Five Against One att medlemmarna ville ha med Pearl i namnet och att jamma var en vanlig företeelse hos musiker, namnet blev därför Pearl Jam. Detta ligger förmodligen mycket nära sanningen. I en intervju med tidningen Rolling Stone berättar Ament och McCready att Ament kom på Pearl och att man sedan efter att ha sett en konsert med Neil Young lade till Jam. 
Kort före Pearl Jams debutalbum Ten (efter Mookie Blaylocks tröjnummer) släpptes lämnade Dave Krusen bandet. Han ersattes av Matt Chamberlain som inte heller han blev långvarig i bandet. Efter en handfull spelningar lämnade han bandet för att börja spela i Saturday Night Lives husband. Chamberlain kan dock ses i Pearl Jams video till låten Alive eftersom en av de spelningar han var med på filmades för att kunna användas i videon. Innan Chamberlain avgick föreslog han Dave Abbruzzese som ny trummis och denna stannade i Pearl Jam på de två nästkommande albumen.
Den 27 augusti 1991 släpptes Ten som innehöll låtar som behandlade mörka teman som depression, självmord, ensamhet och mord. Albumet följdes upp av singlarna Even Flow, Alive, Jeremy och Black. Videon till Jeremy, som inspirerades av en verklig händelse, spelades flitigt på MTV och belönades med fyra MTV Video Music Award, bland annat för årets bästa video och bästa video av en musikgrupp. Albumet blev en storsäljare och låg på Billboards listor i över två år. Idag har det sålt platina tolv gånger och totalt 9,4 miljoner exemplar har sålts i USA.
Pearl Jam blev snabbt en av nyckelgrupperna i grungeexplosionen i Seattle tillsammans med Nirvana, Alice in Chains och Soundgarden. Under 1992 turnerade bandet flitigt för att marknadsföra albumet och de syntes då och då på tv, till exempel på Saturday Night Live och med en spelning i MTV Unplugged-serien. Man var också en del av sommarens Lollapalooza-turné tillsammans med band som Red Hot Chili Peppers, Soundgarden och Ministry. Efter turnén påbörjade bandet arbetet med uppföljaren till Ten, Vs.
Vs. släpptes den 19 oktober 1993 och det slog rekord genom att sälja 955 000 exemplar under första veckan, idag har det sålts i över sju miljoner exemplar. Albumet följdes upp av singlarna Daughter, Dissident, Go och Animal. Från början var det tänkt att albumet skulle heta Five Against One efter en av textraderna på Animal men man ändrade titeln sent. Några exemplar pressades med namnet Five Against One som titel och dessa skattas mycket högt av Pearl Jam-samlare.
Alla tyckte dock inte att Pearl Jams kommersiella framgång var positiv. Kurt Cobain, sångare i Nirvana, anklagade Pearl Jam för att vara ”sell-outs”. Själva beslutade sig bandet för att tona ner det hela lite. Man slutade göra musikvideor, gav färre intervjuer och gjorde färre tv-framträdanden. Det sägs att Cobain och Vedder senare blev vänner och Pearl Jam tog Cobains död mycket hårt. På en konsert den 8 april 1994, samma dag som Cobain hittades död i sitt hem, sa Vedder ”Jag tror inte att någon av oss hade varit här ikväll om det inte varit för Kurt Cobain”. När man uppträdde på Saturday Night Live den 16 april framförde bandet låten Daughter. Vedder blandade in några rader från Neil Youngs låt Hey, Hey, My My som Cobain hade hänvisat till i det avskedsbrev han påståtts lämnat efter sig. I slutet av låten tecknade Eddie bokstaven K (som i Kurt) på sitt bröst.
Pearl Jams tredje album, Vitalogy, släpptes den 22 november 1994 på vinyl och två veckor senare på cd och kassett. Precis som Vs. sålde Vitalogy mycket bra och det blev det näst snabbast säljande albumet när man sålde 877 000 exemplar första veckan, totalt har det idag sålt platina fem gånger. Låten Spin the Black Circle vann en grammis för Best Hard Rock Performance 1996. Förutom nämnda Spin the Black Circle fanns också hitsen Not For You, Corduroy, Immortality och Better Man med på skivan. Better Man var en gammal låt som Vedder spelat in under sin tid i Bad Radio på 1980-talet men den blev snabbt en stor favorit bland fansen.
Kort innan Vitalogy släpptes sparkade Pearl Jam trummisen Dave Abbruzzese och ersatte honom med Jack Irons från Red Hot Chili Peppers. Irons hade blivit tillfrågad att bli bandets trummis redan 1990 men då tackat nej, han hade istället föreslagit Eddie Vedder som sångare åt bandet. Som ett led i Pearl Jams kommersiella nedtrappning ställde man in 1994 års turné på grund av att man bojkottade Ticketmaster (som man hade stämt 1993) gällande deras höga priser på konsertbiljetter.
1995 samarbetade Pearl Jam med idolen Neil Young och man spelade in albumet Mirror Ball. På grund av rättighetsproblem kunde inte Pearl Jams namn användas på skivomslaget med medlemmarna är krediterade på albumet. Två av låtarna man spelade in kom aldrig med på skivan (I Got Id och Long Road), dessa släpptes av Pearl Jam på EP:n Merkin Ball.

### 1996–2000
På dagen fem år efter att Ten släpptes kom man sitt fjärde studioalbum, No Code. Albumet sålde till en början ganska bra och det låg två veckor som nummer ett på försäljningslistorna men det dalade snabbt neråt. Pearl Jams popularitet hade minskat sedan storhetstiden med Ten (9,4 miljoner sålda exemplar i USA), Vs. (5,9 miljoner sålda exemplar i USA) och Vitalogy (4,7 miljoner sålda exemplar i USA) och No Code sålde ”bara” i 1,4 miljoner exemplar i USA. Skivan innehöll ett mer experimentellt ljud än på de tidigare albumen och innehåller låtar med olika genrer och stilar. No Code är en stor favorit hos många av Pearl Jams inbitna fans. På grund av den pågående fejden med Ticketmaster blev det ingen stor turné till följd av skivan.
Den 3 februari 1998 släppte Pearl Jam sitt femte album, Yield. Albumet sades vara ett steg tillbaka mot bandets tidiga sound men blev ändå Pearl Jams första album som inte nådde första platsen på försäljningslistorna (det låg som nummer två som bäst). Yield sålde ungefär lika bra som No Code. För första gången sedan 1992 valde Pearl Jam att göra en musikvideo när man anlitade serietidningstecknaren Todd McFarlane för att göra en animerad video till singeln Do the Evolution. Förutom Do the Evolution följdes albumet upp med singlarna Given to Fly och Wishlist. Inspelningen av Yield dokumenterades och släpptes på dvd under namnet Single Video Theory.
Mellan bandets turné i Australien och Nordamerika tvingades trummisen Jack Irons sluta av hälsoskäl. Han ersattes av före detta Soundgardentrummisen Matt Cameron. Cameron kände bandmedlemmarna väl efter deras samarbete i Temple of the Dog. Efter många trummisbyten verkade nu Pearl Jam ha hittat sin man, Cameron har varit med i bandet sedan dess. 
På Nordamerikaturnén sommaren 1998 valde bandet att gräva ner stridsyxan man svingat mot Ticketmaster under många år och använde återigen deras tjänster. Detta skedde till stor del för att underlätta för fansen som då och då klagat över att det var svårt att få tag på biljetter till konserter och att man var tvungen att använda mindre bra arenor att framträda på. Turnén blev en stor succé och man släppte liveskivan Live on Two Legs som spelats in under bandets konserter under sommaren. 
1998 spelade man även in en cover av Wayne Cochrans 60-talsballad Last Kiss som man släppte till medlemmarna i bandets fanclub. Singeln blev så uppskattad att den året efter även släpptes till allmänheten på albumet No Boundaries: A Benefit for the Kosovar Refugees där intäkterna gick till välgörande ändamål och som singel. Singeln hamnade som bäst som nummer två på Billboardlistorna och är än idag bandets kommersiellt mest framgångsrika singel.
Matt Cameron gjorde sin skivdebut med Pearl Jam när man släppte sitt sjätte studioalbum, Binaural, den 16 maj 2000. Albumets titel refererar till ett speciellt sätt att spela in som användes på flera spår på Binaural. Albumet sålde bara i 700 000 exemplar i USA och blev därmed Pearl Jams första album som inte sålde platina. 
På den efterföljande turnén lade bandet märke till populariteten hos de illegala bootlegs som spreds bland fansen, alla tycktes vilja äga ett exemplar av just den konsert man själv varit på. För att alla skulle kunna äga en professionellt inspelad ”bootleg” beslutade sig bandet själva för att spela in sina konserter och sälja dem på cd. Från början tänkte bandet sig att sälja skivorna genom den officiella fancluben men det var inte möjligt på grund av deras skivkontrakt. Man beslutade sig då för att släppa alla 72 konserter både via skivaffärer och genom fancluben. Dessa skivor blev mycket populära och Pearl Jam slog rekord för störst antal album som debuterade på Billboards Top-200 lista samtidigt. Från 2003 års turné kunde man även köpa bootlegs genom bandets webbplats och sex stycken släpptes i affärer. Från och med 2005 års turné började Pearl Jam sälja rättigheter till att ladda ner konserter i mp3-format via sajten, och från 2006 fanns även möjligheten att köpa konserterna i flac-format.
Pearl Jams europaturné 2000 slutade i katastrof den 30 juni på Roskildefestivalen i Danmark. Nio konsertbesökare krossades till döds när åskådarmassan trängde på mot scenen mitt under spelningen. När Pearl Jam insåg vad som hände slutade man spela och försökte istället lugna ner publiken samt få folkmassan att ta steg bakåt, något publiken gjorde men det var då redan för sent. Dödsoffren låg i en "grop" synlig från scenen. Marken var dyngsur och folk hade stått i lera upp till knäna under katastrofen, och många rapporterade om att ljudet hade krånglat varpå folk hade tryckt på för att komma längre fram på aggressiva vis. Många hade ramlat i leran och trampades ihjäl, så många som uppåt 7 personer hade stått och hoppat och trampat på en enda kropp, utan att flytta sig ens när de såg att de trampade på människor, vilket vittnar om paniken. Meddelanden mellan säkerhetsteamet nådde heller inte fram i tid. Pearl Jam fick från början ansvaret för händelsen men dessa anklagelser drogs tillbaka efter att det framkommit att de säkerhetsåtgärder festivalarrangörerna hade vidtagit inte höll måttet. De två kvarvarande spelningarna på turnén ströks och Pearl Jam funderade allvarligt på att lägga av efter händelsen. Man valde ändå att fortsätta men man beslutade sig för att aldrig mer spela på någon festival.
Några månader efter katastrofen i Danmark gav sig bandet ut på en turné i Nordamerika och den 22 oktober samma år firade man 10-årsjubileet av sin första spelning med en konsert på MGM Grand i Las Vegas. Låten Alive sparades medvetet till den sista konserten på turnén av respekt för dem som omkommit i Danmark. Den sista spelningen hölls i bandets hemmastad Seattle och man uppträdde i mer än tre timmar och framförde nästan alla sina hitlåtar. Man framförde även en del coverlåtar, till exempel The Whos The Kids Are Alright och Baba O'Riley. Efter turnén släppte bandet live-dvd:n Touring Band 2000 som spelats in under turnéns gång.

### 2001–2005
Bandmedlemmarna skakades hårt efter attackerna mot World Trade Center den 11 september 2001. För att samla in pengar till anhöriga och andra drabbade framförde Eddie Vedder och Mike McCready tillsammans med Neil Young låten Long Road från Merkin Ball-EP:n på välgörenhetsgalan Amerika: A Tribute to Heroes, en gala som sändes i USA den 21 september samma år.
Den 5 april 2002 dog Layne Staley från Alice in Chains av en heroin- och kokainöverdos. Efter att Eddie Vedder fått höra detta den 20 april 2002, samma dag som de fann Staleys kropp, skrev han en låt tillägnad honom, 4/20/02 men låten släpptes inte förrän den inkluderades som ett gömt spår på plattan Lost Dogs 2003.
Pearl Jam släppte sitt sjunde studioalbum, Riot Act, den 12 november 2002. Skivan, som följdes upp med singlarna I Am Mine, Save You och Love Boat Captain, hade ett mycket mer folkbaserat och experimentellt ljud vilket märktes tydligt på att den nya ”medlemmen” Boom Gaspar spelade Hammondorgel på flera låtar. Låten Arc spelades in till minne av de nio som dog på Roskildefestivalen sommaren 2000, den framfördes bara nio gånger under 2003 års turné och den togs aldrig med på bootlegskivorna bandet släppte som ett tecken på respekt. Även låten Love Boat Captain refererar till Roskildeincidenten med textraden ”Lost 9 friends we'll never know, two years ago today”. Bandets liberala politiska åsikter märktes också på texterna. Låten Bu$hleaguer handlar om USA:s president George W. Bush. På de flesta konserter där låten framfördes under turnén 2003 bar Eddie Vedder en gummimask föreställande Bush. Han började låten med masken på sig men tog av sig de och hängde den på mickstativet när det var dags att sjunga. Riot Act sålde bara i 500 000 exemplar vilket är mindre än vad både Vs. och Vitalogy sålde under sin första vecka.
2003 gav man sig ut på en stor turné i Australien och Nordamerika. Under turnén spelade man i Boston tre dagar i rad och använde sig av olika låtlistor varje kväll. Totalt spelade man 105 olika låtar på de tre konserterna och endast en låt spelades alla tre kvällarna. Låten Yellow Ledbetter avslutar vanligtvis Pearl Jams konserter och gjorde det även nu. Den tredje kvällen hade bandet dock bestämt sig för att inte spela låten men efter att publiken skrikit efter den gav man med sig och framförde den ändå. Under extranumret till en konsert i Perth i västra Australien gästades bandet av Hunters and Collectors frontman Mark Seymour för att framföra en av Eddie Vedders absoluta favoritlåtar, Throw Your Arms Around Me. En videoupptagning av låten var med som bonusspår på live-dvd:n Live at the Garden.
I tolv år hade Pearl Jam givit ut skivor på skivbolaget Epic Records men i juni 2003 tillkännagav man att man lämnat bolaget och att man inte var på jakt efter ett nytt skivbolag då man var nöjda med att vara ”fria”. 
När Tim Burton skulle spika soundtracket till sin senaste film Big Fish 2003 frågade han Pearl Jam om de ville skriva en låt till filmen. Efter att ha sett en tidig version av filmen spelade bandet in Man of the Hour. Låten spelas under eftertexterna till filmen och nominerades till en Golden Globe. 
2003 släppte Pearl Jam även dubbelskivan Lost Dogs som bestod av b-sidor och annat osläppt material. Dessutom släppte man live-dvd:n Live at the Garden som spelades in under Pearl Jams konsert i Madison Square Garden den 8 juni 2003. Året efter släppte man också en greatest hits-skivan Rearviewmirror. 
Pearl Jam fortsatte att vara aktivt inom politiken genom att stödja presidentkandidaten John Kerry under dennes kampanj 2004. Bandet deltog även på turnén Vote for Change. 
I oktober 2005 höll man en konsert i Chicago för att samla in pengar till offren för orkanen Katrina, man gästades bland andra av Robert Plant från Led Zeppelin. Den 22 november samma år gav Pearl Jam sig ut på en turné i Sydamerika där man bland annat besökte Chile, Argentina, Brasilien och Mexiko. Som förband valde man Mudhoney, ett av få kvarvarande band från grungeeran i Seattle i början av 1990-talet. För att hedra Johnny Ramone (gitarrist i Ramones, en nära vän till Eddie Vedder) som gick bort 2004 framförde man Ramoneslåten I Believe in Miracles på varje framträdande under turnén. Man gästades av Marky Ramone som spelade trummor på en av konserterna.

### 2006–idag

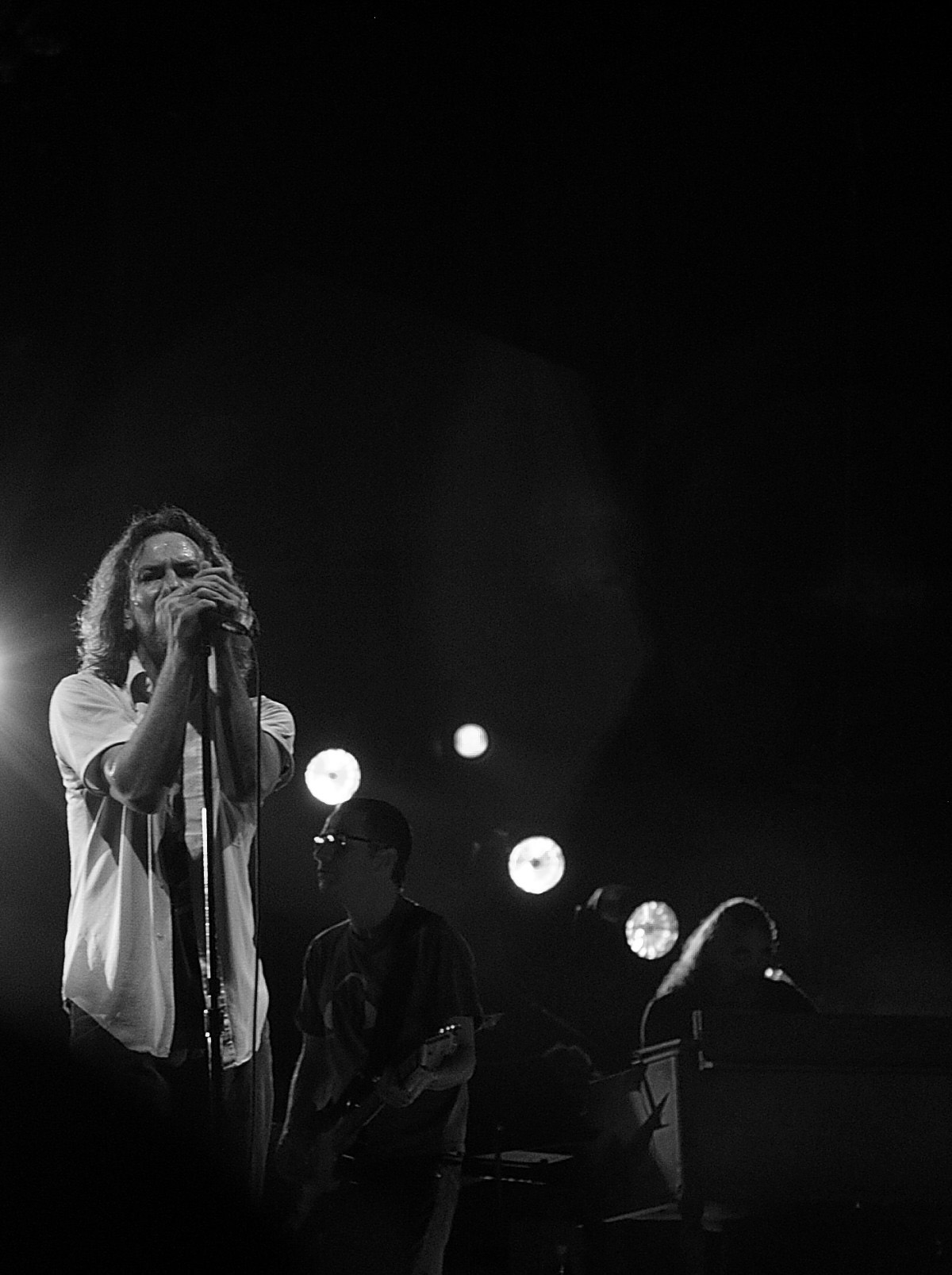
Eddie Vedder och Pearl Jam i Berlin i september 2006.

I februari 2006 tillkännagavs det att Pearl Jam hade skrivit på ett skivkontrakt med J Records. Den 2 maj 2006 släppte sedan Pearl Jam sitt åttonde studioalbum kallat Pearl Jam. Många hävdar att albumet var ett steg tillbaka mot den råare och mer energifyllda musik bandet spelade i början av sin karriär, något som får stöd av Mike McCready som jämförde skivan med Vs. i en intervju 2005 innan albumet släpptes. Låten Comatose (som från början hette Crapshot Rapture) från det nya albumet hade premiärspelats på en konsert i mars 2005 och låten Gone hade framförts av Eddie Vedder på en konsert i oktober 2005. Den 20 april 2005 hade Pearl Jam premiärspelat låtarna Marker in the Sand och Army Reserve i London. 
I februari 2006 släppte Pearl Jam ett femton sekunder långt klipp av det nya albumets första singel World Wide Suicide på Internet och till nordamerikanska radiostationer. Den 3 mars 2006 spelades hela World Wide Suicide på en radiokanal i Seattle och snart hade den läckt ut på Internet. Pearl Jam bestämde sig då för att släppa låten tidigare än de hade tänkt och två dagar efter att den läckt fanns den tillgänglig för gratis nedladdning på bandets webbplats. Singeln släpptes i skivbutikerna den 14 mars med den nya låten Unemployable som b-sida. Singeln nådde första plats på Billboard Modern Rock, andra plats på Billboard Mainstream Rock och plats 41 på Billboard Hot 100.
För att promota det nya albumet medverkade Pearl Jam på några amerikanska tv-program. Den 15 april spelade man World Wide Suicide och Severed Hand på programmet Saturday Night Live (det var första gången sedan 1994 som Pearl Jam medverkade i programmet) och den 4 maj gästade man David Lettermans talkshow.
Till sommaren gav man sig ut på en ny stor turné i Nordamerika. Under sensommaren och hösten turnerade man även i Europa, något man inte hade gjort på sex år. Bandet besökte bland annat Nederländerna, Belgien, Spanien, Portugal, Frankrike, Schweiz, Italien, Tjeckien, Tyskland, Österrike, Kroatien och Grekland.
I augusti 2006 spelade Pearl Jam på festivalerna i Reading och Leeds i England trots att man efter tragedin på Roskildefestivalen 2000 sagt att man aldrig mer skulle spela på en festival. Vedder inledde båda konserterna med ett känsloladdat tal till publiken där han bad dem att se efter varandra så att något liknande det som hände i Roskilde aldrig skulle hända igen. Under festivalerna hade arrangörerna, efter önskan från Pearl Jam, ställt en extra rad staket framför scenen för att undvika att publiken på något sätt skulle kunna krossas mot scenen om någonting gick fel. 
2007 spelade Pearl Jam in en cover av The Whos Love, Reign o'er Me till Mike Binders film Vänner för livet. Den 24 mars 2009 släppte bandet en nyutgåva av sitt debutalbum Ten. Nyutgåvan släpptes i fyra versioner och innehöll bland annat en remastrad och ommixad version av hela albumet gjord av Brendan O'Brien, en DVD med bandets uppträdande på MTV Unplugged 1992 och en LP-skiva från konserten på Magnuson Park i Seattle den 20 september samma år. Pearl Jam planerar att efter detta följa upp med nysläpp av samtliga sina album fram till bandets 20-årsjubileum 2011.
I december 2008 rapporterade Billboard att Pearl Jam arbetade på sitt nionde studioalbum Backspacer. Albumet gavs ut i september 2009 på det egna skivbolaget Monkeywrench Records. Det producerades av Brendan O'Brien som senast arbetat tillsammans med Pearl Jam på ett studioalbum när man släppte Yield 1998.

## Musikalisk stil och influenser
Jämfört med andra grunge-band från början av 1990-talet är Pearl Jams musik betydligt mindre tung och hämtar influenser från 1970-talets klassiska rock. Pearl Jam har pekat ut flera punkband och klassiska rockband som influenser på deras stil, bland andra The Who, Neil Young och Ramones. Pearl Jams framgångar har tillskrivits bandets sound, vilket för samman "70-talets riffbaserade arenarock och skovligheten och ilskan från 1980-talets postpunk utan att någonsin försumma sången eller melodierna."
Med sina senare skivsläpp har Pearl Jam breddat sitt genre-omfång. På Vitalogy från 1994 började bandets musik innehålla fler punkelement. No Code, från 1996, innebar ett medvetet kliv ifrån stilen på debutalbumet Ten och låtarna influerades av garagerock, worldbeat och experimentell musik. 1998 års Yield var ett litet steg tillbaka mot den rättframma rock man spelade tidigt under karriären, medan efterföljande Binaural från 2000 influerats av experimentell artrock. Pearl Jams Riot Act från 2002 hade tydliga influenser från folkrocken. På det självbetitlade Pearl Jam från 2006 tog man dock ytterligare ett steg tillbaka mot rocken och grungen från de tidigaste skivorna.
Kritikern Jim DeRogatis har liknats Vedders sång med "Jim Morrison-aktigt vrål." Vedders texter behandlar en rad ämnen från personliga på låtar som "Alive" och "Better Man" till sociala och politiska på "Even Flow" och "World Wide Suicide". Hans texter är ibland berättande och har även behandlat teman som frihet, individualism och besvärliga individer. Under Pearl Jams tidiga år var Gossard och McCready rytm- respektive sologitarrist men gruppens dynamik ändrades något då även Vedder började spela rytmgitarr under Vitalogy-eran. McCready har själv beskrivit detta genom att kommentera att hans sologitarrspel passar bra in som komplement till Gossard och Vedder och att det faktum att de ofta är tre gitarrer inte är något problem.

## Livebandet Pearl Jam
Förutom en kort period där Pearl Jam låg i konflikt med Ticketmaster har bandet genom hela sin karriär turnerat flitigt och man har gjort ett flertal turnéer i Nordamerika, Sydamerika, Europa och i Australien. Något som är ganska unikt med Pearl Jam är att de sedan ett antal år tillbaka erbjuder sina fans alla eller de flesta av sina konserter som bootlegs i sin serie Pearl Jam Official Bootlegs både i cd-format och som mp3- eller flac-filer.
Under sina konserter är det inte ovanligt att bandet framför covers av andra kända band. De som har framförts flest gånger är Neil Youngs Rockin' in the Free World, Victoria Williams Crazy Mary och The Whos Baba O'Riley. Ett vanligt sätt Pearl Jam brukar avsluta sina konserter på är med låten Yellow Ledbetter som brukar framföras med ett långt gitarrsolo av Mike McCready.
Under inspelningen av konserten i Atlanta den 3 april 1994, innan låten Go säger Eddie Vedder "Good Luck Kurt", detta är dagen efter det att Kurt Cobain rymde från det rehabiliteringscenter han var inlagd på. Han hittades den 8 april död i sitt hem i Seattle.
En lista över hur många gånger Pearl Jam har framfört sina och andras låtar live finns här.

## Bandmedlemmar

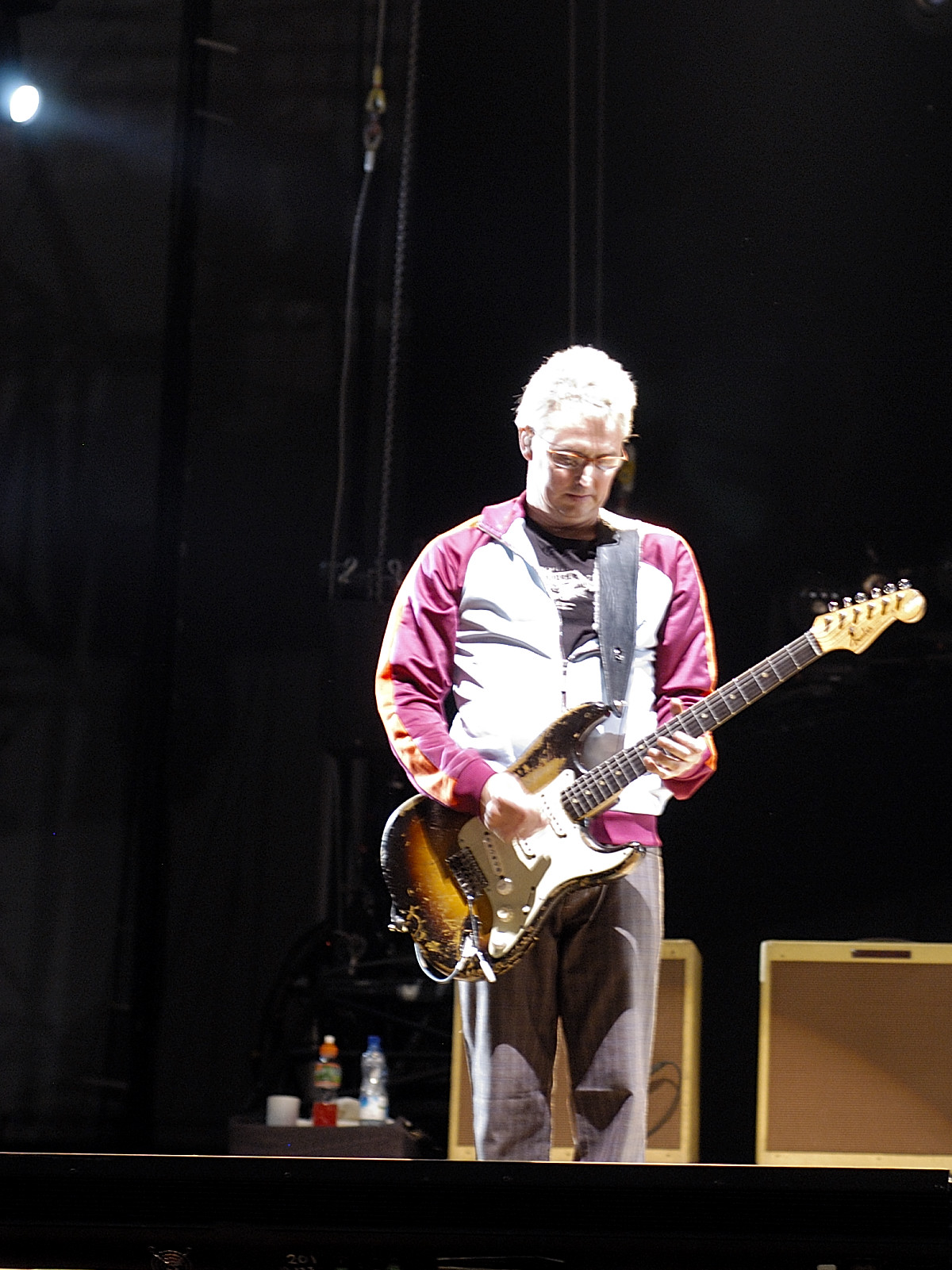
Mike McCready.

### Nuvarande medlemmar
- Eddie Vedder – sång, rytmgitarr (1990– )
- Mike McCready – sologitarr, bakgrundssång (1990– )
- Stone Gossard – rytmgitarr, sologitarr, bakgrundssång (1990– )
- Jeff Ament – basgitarr (1990– )
- Matt Cameron – trummor, percussion (1998– )

### Andra medlemmar
- Boom Gaspar – Hammondorgel, keyboard, piano, orgel (2002– )

### Tidigare medlemmar
- Dave Krusen – trummor (1990–1991)
- Matt Chamberlain – trummor (1991)
- Dave Abbruzzese – trummor (1991–1994)
- Jack Irons – trummor (1994–1998)

## Diskografi

### Studioalbum
- 1991 – Ten
- 1993 – Vs.
- 1994 – Vitalogy
- 1996 – No Code
- 1998 – Yield
- 2000 – Binaural
- 2002 – Riot Act
- 2006 – Pearl Jam
- 2009 – Backspacer
- 2013 – Lightning Bolt
- 2020 – Gigaton
- 2024 – Dark Matter

### Livealbum
- 1994 – Live in Atlanta (släpptes som 3 singlar och spelades in 3 april -94)
- 1998 – Live on Two Legs
- 2004 – Live at Benaroya Hall
- 2006 – Live in NYC 12/31/92
- 2006 – Live at Easy Street

- 2000 – Pearl Jam Official Bootlegs
- 2007 – Live at The Gorge 05/06

### Samlingar och övrigt
- 1995 – Mirror Ball (med Neil Young)
- 1995 – Merkin Ball (EP med två låtar som inte kom med på Mirror Ball)
- 2003 – Man of the Hour (soundtrack till filmen Big Fish)
- 2003 – Lost Dogs (b-sidor och annat osläppt material)
- 2004 – Rearviewmirror (Greatest Hits 1991–2003)
- 2011 – Pearl Jam Twenty

### Dvd
- 1998 – Single Video Theory
- 2001 – Touring Band 2000
- 2003 – Live at the Showbox
- 2003 – Live at the Garden
- 2007 – Immagine in Cornice - Live in Italy